# Vliermaalroot
Vliermaalroot est une section de la commune belge de Kortessem située en Région flamande dans la province de Limbourg. C'était une commune à part entière avant la fusion des communes de 1977.
Le village est situé à 11 kilomètres au nord-ouest de Tongres.

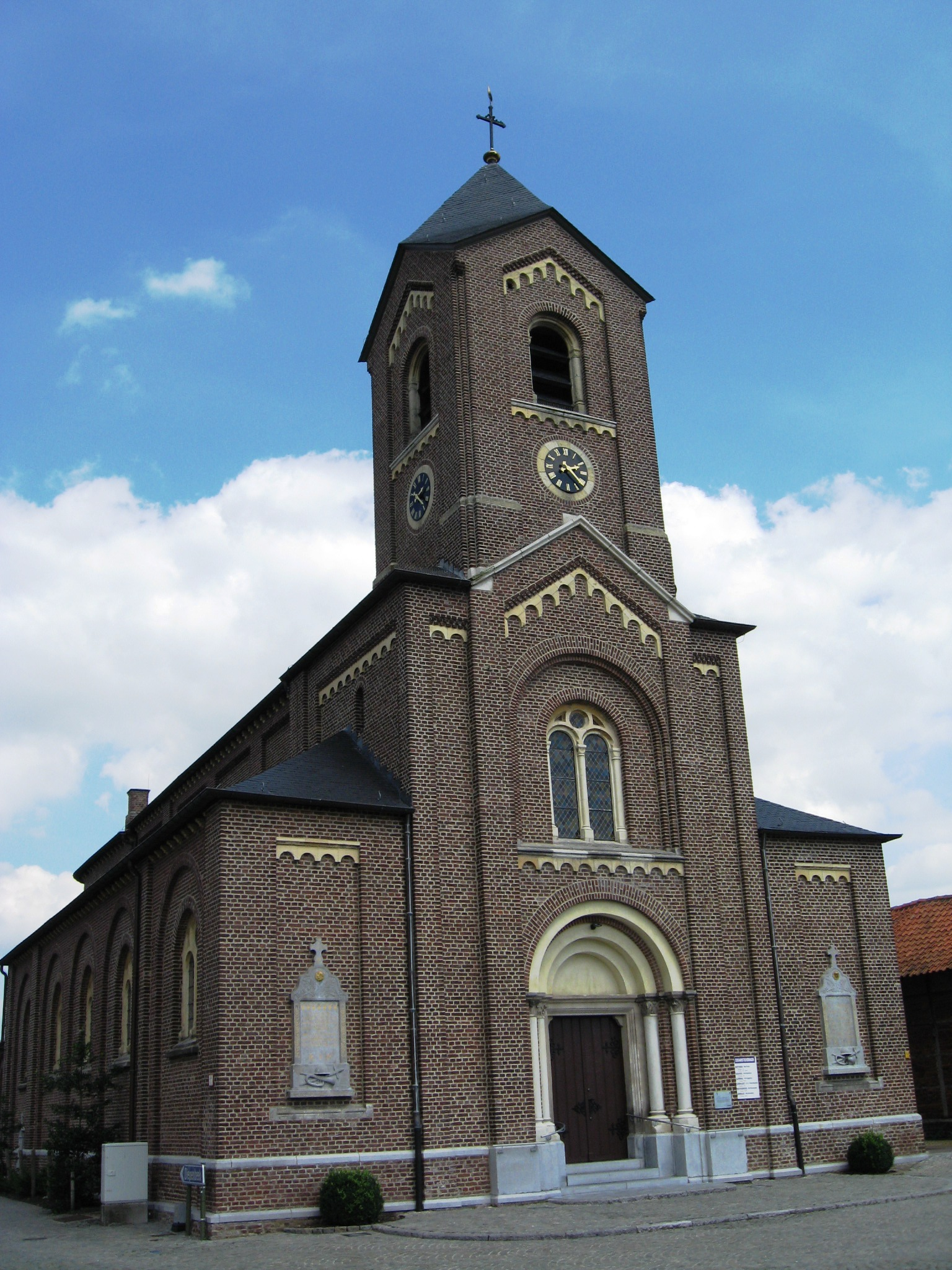
Église Notre-Dame-de-l'Assomption

## Évolution démographique
- Sources: INS, www.limburg.be et Commune de Kortessem